# Carona (Włochy)
Carona – miejscowość i gmina we Włoszech, w regionie Lombardia, w prowincji Bergamo.
Według danych na styczeń 2009 gminę zamieszkiwało 358 osób przy gęstości zaludnienia 8,1 os./1 km².